# Rafał Leszczyński (ok. 1526–1592)
Rafał Leszczyński herbu Wieniawa (ur. 1526, zm. 1592) – wojewoda brzeskokujawski 1545–1550, kasztelan śremski w 1580, starosta radziejowski, marszałek Sejmu, mówca, jeden z przywódców ruchu egzekucyjnego i reformacji w Polsce, występował przeciw możnowładcom i duchowieństwu, związany z ruchem braci czeskich.

## Życiorys
Syn Jana, kasztelana brzeskiego i Marii de Marcelanges, wdowy po Jarosławie Sokołowskim. Dziad Rafała Leszczyńskiego, tłumacza Judyty. W młodości uczył się pod kierunkiem Walentego Trotzendorfa w Złotoryi oraz Krzysztofa Hegendorfina. Przed rokiem 1548 był już starostą radziejowskim i wojewodą brzeskokujawskim (1545–1550) – starostwa zrzekł się na rzecz syna Jana.
Studiował w Gimnazjum w Goldbergu (Złotoryi) w 1535 roku.
Działalność polityczną rozpoczął około roku 1548, gdy w sposób gwałtowny zwalczał małżeństwo Zygmunta Augusta z Barbarą Radziwiłłówną. W tym czasie przyjął wyznanie braci czeskich (1549), stając się ich gorącym opiekunem (opiekował się szkolnictwem różnowierczym) i walcząc w ich obronie. Po złożeniu godności wojewody (1550), wybrany w roku 1552 posłem. Poseł na sejm piotrkowski 1552 roku, sejm piotrkowski 1558/1559 roku z województwa poznańskiego i województwa kaliskiego. Poseł wielkopolski na sejm piotrkowski 1562/1563 roku i sejm warszawski 1563/1564 roku, poseł województwa kaliskiego na sejm lubelski 1566 roku, poseł województwa poznańskiego na sejm 1569 roku. Był sygnatariuszem aktu unii lubelskiej 1569 roku. Piastował urząd marszałka izby poselskiej (1562). W roku 1570 jeździł do Moskwy w poselstwie do Iwana Groźnego. W latach 1578–1580 był przełożonym mennicy koronnej. W roku 1580 został kasztelanem śremskim, a rok później (1581) ufundował zbór w Gołuchowie. Walczył w obronie szlachty przeciwko możnowładcom. Wystąpił przeciw klerowi katolickiemu, a na następnych sejmach żądał egzekucji dóbr – należał do stronnictwa egzekucyjnego. W sprawach unii stał na stanowisku inkorporacji Litwy. Należał do najwybitniejszych spośród braci czeskich w Wielkopolsce, odznaczał się wielkimi zdolnościami politycznymi oraz prawością charakteru.
Ożenił się z Barbarą z Podhajec Wolską, po jej śmierci a Anną Korzbokówną, córką Henryka, barona na Straburku i Miliczu. Zmarł w roku 1592, według S. Karwowskiego pochowany został w Gołuchowie.

## Twórczość

### Ważniejsze utwory
- Mowa na sejmie piotrkowskim w 1550, wersję łacińską podaje S. Orzechowski Annales; przekł. polski Z. A. Nałęcz-Włyński, Kraków 1767; wyd. następne: wyd. T. Mostowski Wybór pisarzów polskich, Warszawa 1805; wyd. K. J. Turowski, Sanok 1856, Biblioteka Polska, zeszyt 85-87; wyd. 2 Ostrów 1866; fragmenty przedr. M. Wiszniewski Historia literatury polskiej, t. 9, Kraków 1857, s. 427
- Rzecz, którą uczynił do najmocniejszego króla Zygmunta Augusta i do wszystkiej rady koronnej... imieniem wszystkiej slachty w Piotrkowie na walnym sejmie, dnia 30 listopada roku 1562, przedr. M. Wiszniewski Historia literatury polskiej, t. 9, Kraków 1857, s. 427–432; A. Małecki Wybór mów staropolskich, Kraków 1860; I. Chrzanowski, S. Kot Humanizm i reformacja w Polsce, Lwów 1927

### Listy i materiały
- Do F. Melanchtona, Gołuchów, 18 września 1557, ogł. T. Wotschke „Zum Briefwechsel Melanchtons mit den Polen’, Archiv f. Reformationsgeschichte, t. 6 (1908/1909)
- Od A. Zebrzydowskiego, Niesułków, 23 października 1547, wyd. w: A. Zebrzydowski „Korespondencja z lat 1546–1556”, wyd. W. Wisłocki, Kraków 1878, Acta Historica Res Gestas Poloniae Illustrantia, t. 1
- Od Stefana Batorego, Lwów, 17 czerwca 1578, wyd. J. Janicki „Akta historyczne do panowania Stefana Batorego”, Warszawa 1881, Biblioteka Ordynacji Krakowskich Muzeum K. Świdzińskiego, t. 5/6
- Instrukcja królewska w sprawach gdańskich, Warszawa, 30 stycznia 1579, wyd. J. Janicki „Akta historyczne do panowania Stefana Batorego”, Warszawa 1881, Biblioteka Ordynacji Krakowskich Muzeum K. Świdzińskiego, t. 5/6
- Przywilej na kościół kalwiński w Lesznie, dat. w Gołuchowie „w dniu św. Marcella” 1580, ogł. Przyjaciel Ludu 1846, nr 26
- Przywilej na kościół braci czeskich w Gołuchowie, 29 września 1581, ogł. J. Łukaszewicz O kościołach braci czeskich w dawnej Wielkiejpolsce, Poznań 1835, s. 285–286 przypis